# Carter County, Kentucky
Carter County är ett administrativt område i delstaten Kentucky, USA, med 27 720 invånare. Den administrativa huvudorten (county seat) är Grayson. 

## Geografi
Enligt United States Census Bureau så har countyt en total area på 1 067 km². 1 063 km² av den arean är land och 4 km² är vatten. 

### Angränsande countyn
- Greenup County - nordost
- Boyd County - öst
- Lawrence County - sydost
- Elliott County - syd
- Rowan County - sydväst
- Lewis County - nordväst